# Viettesia infuscata
Viettesia infuscata là một loài bướm đêm thuộc phân họ Arctiinae, họ Erebidae.